# Edi Scholdan
Eduard „Edi“ Scholdan (* 1911 oder 1912 in Wien; † 15. Februar 1961 in Berg-Kampenhout, Belgien) war ein österreichischer Eiskunstläufer und Eiskunstlauftrainer.

## Leben
Scholdan war gebürtiger Wiener und nahm als Eiskunstläufer an der Weltmeisterschaft 1933 teil, wo er beim Sieg seines berühmten Landsmanns Karl Schäfer den sechsten Platz belegte. Bei den österreichischen Meisterschaften 1933 belegte er den 4. Platz und begann dann seine Trainerkarriere. Als Trainer wurde Scholdan jedoch weitaus berühmter. Ab 1945 war er in dieser Funktion im Broadmoor Skating Club in Colorado Springs tätig. Zu seinen Schülern gehörten Eva Pawlik, Hayes Alan Jenkins, Davis Jenkins, James Grogan und Ina Bauer. 
Wegen seines Humors und weil er gern auf Schlittschuhen jonglierte, wurde er „the clown prince of Broadmoor“ genannt.
Als Trainer von Gregory Kelley und Stephanie Westerfeld, den beiden US-Vizemeistern des Jahres 1961 im Einzellauf, war er an Bord des Sabena-Flugs 548, der sie zur Weltmeisterschaft nach Prag bringen sollte. Beim Anflug zu einer Zwischenlandung in Brüssel stürzte das Flugzeug ab. Alle Insassen kamen ums Leben, darunter die gesamte 18-köpfige US-Mannschaft und ihre 16 Angehörigen. Die Weltmeisterschaft in Prag wurde abgesagt. Scholdan hatte zum Zeitpunkt seines Todes zwei kleine Kinder, Jimmy und Ruthie. Jimmy war mit an Bord, Scholdan wollte ihn nach der Weltmeisterschaft mit nach Österreich nehmen.
Scholdan wurde 1976 in die Eiskunstlauf Hall of Fame aufgenommen. 2011 wurde er zudem, wie auch die gesamte 1961 verunglückte US-Mannschaft, auch in die nationale Hall of Fame aufgenommen. Sein Nachfolger im Broadmoor Skating Club wurde Carlo Fassi.